# Balog nad Ipľom
Balog nad Ipľom (in ungherese Ipolybalog, in tedesco Bollig an der Eipel) è un comune della Slovacchia facente parte del distretto di Veľký Krtíš, nella regione di Banská Bystrica.

## Storia
Il villaggio fu menzionato per la prima volta nel 1232, con il nome di Bolug, quando il re Andrea II d'Ungheria lo donò alla città di Zvolen. Nel XV secolo passò ai nobili locali Balogh che lo detennero fino al XIX secolo. Successivamente passò agli Hussáry. Dal 1938 al 1944 venne annesso dall'Ungheria.